# Eupithecia dissertata
Euphitecia dissertata es una especie de polilla de la familia Geometridae. La especie fue descrita por primera vez por Rudolf Püngeler habiendo sido descrita en 1905, con distribución en Europa y Asia.